# Terapnas
Terapnas es el nombre de una antigua ciudad griega de Beocia.
La Geografía de Estrabón es la única fuente que menciona claramente una ciudad con este nombre y la sitúa en el territorio perteneciente a Tebas. Es dudoso que una mención de Eurípides en su tragedia Las bacantes se refiera a esta población, que sería el último pueblo que estaría situado al norte del río Asopo en el camino entre Tebas y Escolo.